# Wisconsin State Capitol

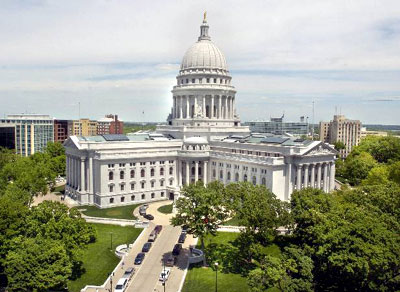
Het Wisconsin State Capitol.

Het Wisconsin State Capitol (parlementsgebouw van Wisconsin) is te vinden in de hoofdplaats Madison. Het werd gebouwd in de periode 1916 - 1917. In het gebouw is niet alleen het parlement (het Wisconsin State Assembly en de Senaat) ondergebracht maar ook het hooggerechtshof en het kantoor van de gouverneur. 
Het gebouw is opgetrokken in beaux-artsstijl. Boven op de koepel staat een standbeeld. Inclusief dit beeld is het gebouw 86,7 meter hoog.